# Municipio de Ovanåker
Ovanåker (en sueco: Ovanåkers kommun) es un municipio de la provincia de Gävleborg, Suecia, en la provincia histórica de Hälsingland. Su sede se encuentra en la localidad de Edsbyn. El municipio actual se creó en 1952 cuando Ovanåker se fusionó con Voxna. En 1977 se añadió Alfta (que entre 1974 y 1976 había estado en el municipio de Bollnäs).

## Localidades
Hay cinco áreas urbanas (tätort) en el municipio:
| # | Tätort     | Población |
| - | ---------- | --------- |
| 1 | Edsbyn     | 4258      |
| 2 | Alfta      | 2446      |
| 3 | Roteberg   | 373       |
| 4 | Viksjöfors | 256       |
| 5 | Runemo     | 250       |

## Demografía

### Desarrollo poblacional
| Gráfica de evolución demográfica de Ovanåker entre 1970 y 2015 |
|                                                                |
| Fuente: SCB                                                    |